# Sprycjan i Fantazjo (serial animowany)
Sprycjan i Fantazjo (fr. Spirou, 1992–1995) – kanadyjsko-belgijsko-francuski serial animowany, którego twórcą jest Phillipe Tome. Zrealizowany przy współpracy z CinéGroupe, TF1, RTBF i Dupuis Audiovisuel.

## Fabuła serialu
Serial opowiada o przygodach chłopca hotelowego imieniem Sprycjan, który zostaje młodym reporterem. Towarzyszy mu jego przyjaciel, blondwłosy dziennikarz imieniem Fantazjo. Oprócz dwójki naszych bohaterów w serialu występują wiewiórka, naukowiec oraz wrogowie naszych bohaterów.

## Obsada
- Vincent Ropion jako Spirou (Sprycjan)
- Patrick Guillemin jako Fantasio (Fantazjo)
- Pierre Baton jako Comte de Champignac
- Martine Meirhaeghe jako Cyanure (Cyjanida)

## Emisja w Polsce
Serial liczy 52 odcinki, a pojawił się w Polsce w latach 90. XX wieku. W 1994 roku TVP1 wyemitowała pierwszą serię z polskim dubbingiem, opracowanym przez studio Master Film. Bohaterom głosów użyczyli: Jacek Sołtysiak (Sprycjan), Piotr Zelt (Fantazjo), Mirosława Krajewska (Spip), Krystyna Kozanecka (Jessica), Marta Dobosz (Cyjanida), Aleksander Mikołajczak (Louis Lagare).
Seria pierwsza była emitowana także na TVP2 od 20 maja do listopada 1995 roku. W lutym 1998 roku TVP2 pokazała drugą serię z polskim lektorem, którym był Piotr Borowiec.

## Spis odcinków

### Pierwsza seria
| Nr  | Tytuł francuski            | Tytuł polski           |
| --- | -------------------------- | ---------------------- |
| 01. | Virus                      | Wirus                  |
| 02. | Qui arrêtera Cyanure?      |                        |
| 03. | Capricieuse Pénélope       | Figlarna Penelopa      |
| 04. | Spirou dans la course      | Rajd pustynnej doliny  |
| 05. | Le prince Mandarine        | Książę Mandarynui      |
| 06. | Un amour de Cyanure        | Powrót Cyanidy         |
| 07. | Les jouets de Cyanure      |                        |
| 08. | Le mystère de la bio bulle | Tajemnica Bio kopuły   |
| 09. | La croix d'Isis            |                        |
| 10. | Le mangeur d'ondes         | Pochłaniacz fal        |
| 11. | Aventure en Australie      | Przygody w Australii   |
| 12. | Le bal des éléphants       | Odwet słoni            |
| 13. | La vallée des bannis       | Dolina straconych dusz |
| 14. | Le yéti se rebiffe         | Człowiek śniegu        |
| 15. | Le train                   |                        |
| 16. | La forêt perdue            |                        |
| 17. | La vengeance des statues   | Zemsta rzeźb           |
| 18. | Micmac à Champignac        | Przypadek fałszerstwa  |
| 19. | La forteresse de l'oubli   |                        |
| 20. | Fossilandia                |                        |
| 21. | Le trésor de Vito          | Skarb Vita             |
| 22. | L'horloger de la comète    | Zegarmistrz i kometa   |
| 23. | L' île aux pirates         | Wyspa nieśmiertelności |
| 24. | Vito la chance             | Vito pechowiec         |
| 25. | L'île du joueur fou        | Wyspa pana Hazarda     |
| 26. | L'étrange docteur Dean     |                        |